# Episiotomia
L'episiotomia (detta anche perineotomia) è un'operazione chirurgica che consiste nell'incisione chirurgica (tomia) del perineo (epíseion, regione pubica) e della parete posteriore della vagina per allargare l'orifizio vaginale (e dunque indirettamente il canale del parto). Può essere eseguita:
- per la sua (discussa) capacità di ridurre le lacerazioni perineali durante il parto;
- per la sua capacità di facilitare il parto;
- per la sua (discussa) capacità di ridurre l'incontinenza fecale e urinaria in seguito al parto.

L'incisione può essere effettuata lungo la linea mediana, ovvero dalla estremità inferiore della vulva verso l'ano, oppure con un certo angolo rispetto ad essa. Viene praticata sotto anestesia locale e suturata ben stretta dopo il parto.
I dati raccolti (al 2016) e diverse analisi cliniche suggeriscono che non ci sono abbastanza criteri basati sulle evidenze (cioè, dei criteri oggettivi per la Medicina basata su prove di efficacia) per suggerire un'episiotomia. Pertanto, la scelta di effettuare questo intervento è completamente relativa all'esperienza e alla professionalità del ginecologo.
Ad esempio, secondo l'Organizzazione mondiale della sanità, nella maggior parte dei casi il ricorso all'episiotomia non presenta benefici sostanziali. Al contrario, può aumentare il rischio di danni perineali e l'insorgere di complicazioni.
D'altro canto, rimane una delle più frequenti operazioni chirurgiche eseguite sulle donne. Ad esempio:
- Al 2012 negli USA è stata praticata nel 12% dei parti vaginali;[2]
- Al 1999-2000 in Europa si sono registrati i seguenti dati:[6]

|                                                                                           | Italia (Perugia)      | Francia (Parigi) | Germania (Berlino) | Spagna (Barcellona) | Belgio (Liège)  | Olanda (Amsterdam) | Svezia (Uppsala)              | Irlanda (Dublino)           | Grecia (Atene)     |
| ----------------------------------------------------------------------------------------- | --------------------- | ---------------- | ------------------ | ------------------- | --------------- | ------------------ | ----------------------------- | --------------------------- | ------------------ |
| Struttura ospedaliera                                                                     | Ospedale di Monteluce | Robert Debré     | La Charité         | Dexeus Institute    | La Cittadelle   | Vrije Universitiet | University Ospital of Uppsala | National Maternity Hospital | Alexandra Hospital |
| % di episiotomie                                                                          | 58%                   | 50,7%            | 29,6%              | Non disponibile     | Non disponibile | Non disponibile    | 9,7%                          | 46%                         | Non disponibile    |
| % di OASIS (Lacerazioni perineali di III grado)                                           | 2                     | 0,31             | 0,5                | 1,4                 | 0,5             | 1,34               | 3,85                          | 1,7                         | 1,2                |
| % di OASIS con coinvolgimento della mucosa anorettale (Lacerazioni perineali di IV grado) | 0,3                   | 0                | Non disponibile    | 0,1                 | Non disponibile | Non disponibile    | 0,4                           | Non disponibile             | 0,8                |

- elevate percentuali di episiotomia si registrano anche in America Latina, Polonia, Bulgaria, India, Qatar.[6]

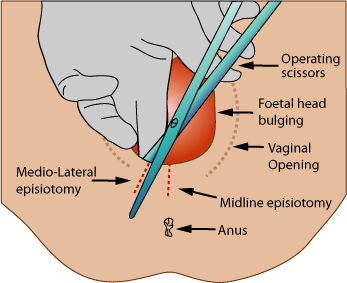
Medio-lateral episiotomy as baby crowns.

## Intervento di routine per facilitare il parto per la via naturale
Anche essendo un intervento di routine nella pratica ostetrica presenta diverse problematiche. Infatti l'intervento può riservare sgradevoli effetti collaterali sia immediatamente dopo il parto (disagi posturali), che a lungo termine per effetto della cicatrizzazione del taglio (dolori durante il rapporto sessuale).
Diversi studi hanno anche dimostrato una scarsa efficacia della metodica che sommata agli effetti collaterali la sta ormai relegando a isolate situazioni d'urgenza in diversi paesi del mondo.
In Italia, tuttavia, la pratica resta piuttosto comune: nel 2013 un terzo delle partorienti è stata sottoposta a episiotomia. La procedura, in ogni caso, dovrebbe essere svolta solo con il consenso informato della donna.

## Indicazioni terapeutiche
Molti medici ricorrono all'episiotomia in quanto credono che riduca l'incidenza di traumi perineali, minimizzi 
l'insorgere della disfunzione post-partum del pavimento pelvico alleggerendo il danno al muscolo dello sfintere anale, riduca la perdita di sangue nel parto, e protegga il neonato da traumi. In molti casi, tuttavia, l'episiotomia è essa stessa causa di tutti questi problemi. Studi hanno dimostrato che le lacerazioni naturali sono in genere meno gravi.
L'episiotomia risulta indicata se:
- c'è un qualsiasi indizio di sofferenza fetale mentre il bambino è nel canale del parto;
- il parto avviene troppo rapidamente, non dando il tempo alla vagina di dilatarsi naturalmente;
- la testa del bambino è troppo grande per passare per l'apertura;
- le spalle del bambino sono bloccate (Quando le spalle del bambino sono bloccate, sono posizionate dietro l'osso pelvico, e non dietro tessuto molle, pertanto questa indicazione è oggetto di disputa);
- si è nella situazione di parto podalico o si rende necessario l'uso del forcipe.

## Controversie in merito all'utilizzo comune
In vari paesi, l'episiotomia di routine è stata accettata nella pratica medica per molti anni.
Più o meno dagli anni sessanta, l'episiotomia di routine ha iniziato rapidamente a perdere popolarità tra ostetrici e levatrici in Europa, Australia e Stati Uniti. Uno studio sulla popolazione statunitense, condotto da Weber e Meyn (2002), ha rilevato che il 31% delle donne che avevano partorito in ospedali statunitensi erano state sottoposte a episiotomia nel 1997, rispetto al 56% relativo al 1979. In America Latina l'episiotomia è ancora popolare, ed è praticata nel 90% dei parti in ospedale e nella maggioranza dei casi senza il consenso della partoriente. In quei luoghi l'episiotomia di routine risulta essere la maggiore causa di infezioni, alcune delle quali fatali.
Recenti studi indicano che l'episiotomia di routine non dovrebbe essere praticata, in quanto aumenterebbe la morbosità. Hartmann et al (2005), revisionando la letteratura, indica che questa procedura non è d'aiuto per le pazienti di routine, fatta eccezione per alcuni casi, tipo in presenza di un canale del parto stretto ed altri problemi descritti sopra.
Ricevere una episiotomia potrebbe aumentare il dolore perineale nel periodo post-partum, rendendo difficoltoso il defecare (particolarmente in presenza di episiotomie mediane, come dimostrato da Signorello et al (2000). Inoltre potrebbe rendere complicati i rapporti sessuali rendendoli dolorosi e facendo sì che il tessuto erettile della vulva venga rimpiazzato da tessuto fibrotico.
È stato dichiarato da alcuni che un perineo intatto è necessario affinché si possa eseguire, durante il parto, una manovra simile alla manovra di Heimlich su un bambino in normale presentazione cefalica. Questa manovra potrebbe essere utile per far espellere al bambino il fluido che riempie i suoi polmoni.